# Баліх
Баліх (син Етани) — правитель раннього династичного II періоду Шумеру після Всесвітнього потопу, представник династії міста-держави стародавнього Шумеру Кіша, розташованого на півдні стародавнього Межиріччя. Відповідно до Ніппурського царського списку правив упродовж 400 років.